# Õ
Õ (Großbuchstabe) oder õ (Kleinbuchstabe) ist die Zusammensetzung des lateinischen Buchstabens O mit dem diakritischen Zeichen Tilde.
Der HTML-Code für Õ ist &Otilde; und für õ &otilde;. Die Tastenkombination Alt+0245 steht für õ.
Unter Mac OS X wird der Kleinbuchstabe erzeugt, indem man die Wahltaste (auch mit alt beschriftet) und „n“ drückt, gefolgt von „o“ (ohne Wahltaste).
Zum Schreiben des Großbuchstabens wird vorher die Feststelltaste gedrückt. Unter Linux wird der Kleinbuchstabe õ erzeugt, indem man das Tastatur-Layout Deutsch (veraltet) auswählt und unmittelbar nach der Tilde „~“ die Taste für das kleine „o“ drückt. Zur Erzeugung des Großbuchstabens Õ drückt man nach der Tilde „~“ und anschließend zusammen mit der haltenden Umschalttaste das „O“.

## Estnisch
Im Estnischen ist Õ der 27. Buchstabe des Alphabets. Er steht zwischen W und Ä. Õ bezeichnet den ungerundeten halbgeschlossenen Hinterzungenvokal [ɤ].
Das Phonem wurde ursprünglich durch Ö bezeichnet, bis im frühen 19. Jahrhundert Otto Wilhelm Masing (1763–1832) zur phonetischen Präzisierung den Buchstaben Õ einführte.

## Portugiesisch
Im Portugiesischen steht der Buchstabe õ für den nasalisierten Vokal O. Der Laut ähnelt etwa dem französischen Vokal in pont. Er wird im IPA auch als [⁠õ⁠] geschrieben. Der Buchstabe taucht im Portugiesischen nicht an Wortanfängen auf.
Am häufigsten kommt der Buchstabe in Zusammenhang mit einem nachfolgenden e in Pluralformen von Wörtern vor. Beispiele: balões, informações, patrões.

## Skoltsamisch
Im Skoltsamischen ist Õ der 25. Buchstabe des Alphabets. Er steht zwischen O und P.

## Vietnamesisch
Im Vietnamesischen bezeichnet Õ den Laut [o], der mit knackender Stimme ausgesprochen wird. Er stellt einen aufsteigenden Ton mit glottalem Verschluss und anschließend weiter steigenden Ton dar. In der IPA-Systematisierung wird er auch als [o̰] geschrieben.

## Dialekte
In der Verschriftlichung von bairisch-österreichischen Dialekten wird der Buchstabe Õ ebenfalls wie im Portugiesischen verwendet, um ein nasales O darzustellen (z. B. „Mõ“ für „Mann“ oder „õana“ für „einer“). Es gibt jedoch keine standardisierte Dialekt-Verschriftlichung; deshalb variiert die Umsetzung der nasalen Phoneme von Autor zu Autor. Teilweise wird auch anstelle der Tilde ein Zirkumflex verwendet, um einen Nasallaut darzustellen (z. B. Ô), da auf etlichen deutschen Tastaturbelegungen das Õ nur über den ASCII-Code oder selbst erstellte Tastaturkürzel eingegeben werden kann.

## Alphabetische Sortierung
Im Finnischen und Schwedischen wird das Õ alphabetisch identisch zum Ö einsortiert, welches der 29. und letzte Buchstabe ist.

## Darstellung
Der Buchstabe Õ darf nicht mit dem ungarischen Ő (O mit Doppelakut) verwechselt werden. Õ ist kein Buchstabe des ungarischen Alphabets. In der Darstellung kann es zu Verwirrungen kommen, da beide Buchstaben dieselbe Zeichenkodierung unter ISO 8859-1 und ISO 8859-2 sowie unter Windows-1252 und Windows-1250 benutzen.